# Достлуг (нефтегазовое месторождение)
Достлуг (азерб. Dostluq, туркм. Dostluk) — шельфовое нефтегазоконденсатное месторождение расположенное на морской границе Азербайджана и Туркменистана. Месторождение было открыто в 1986 году.
До подписания Меморандума о взаимопонимании о совместной разведке, разработке и освоении углеводородных ресурсов 21 января 2021 года Азербайджаном называлось «Кяпаз», Туркменистаном — «Сердар». Длительное время являлось предметом спора между Азербайджаном и Туркменистаном. По мнению ГНКАР, месторождение Кяпаз было расположено в азербайджанском секторе Каспия и принадлежит Азербайджану. Ашхабад заявлял о принадлежности месторождения Туркменистану.
25 февраля 2021 года была создана совместная рабочая группа для разработки межправительственного соглашения о разведке, разработке и освоении месторождения.

## Запасы
Предполагается, что запасы нефти на месторождении составляют около 60 млн тонн, природного газа — 100 млрд кубометров. По некоторым другим источникам, запасы могут доходить до 200 млн тонн нефти.